# Верхній розподільний вал

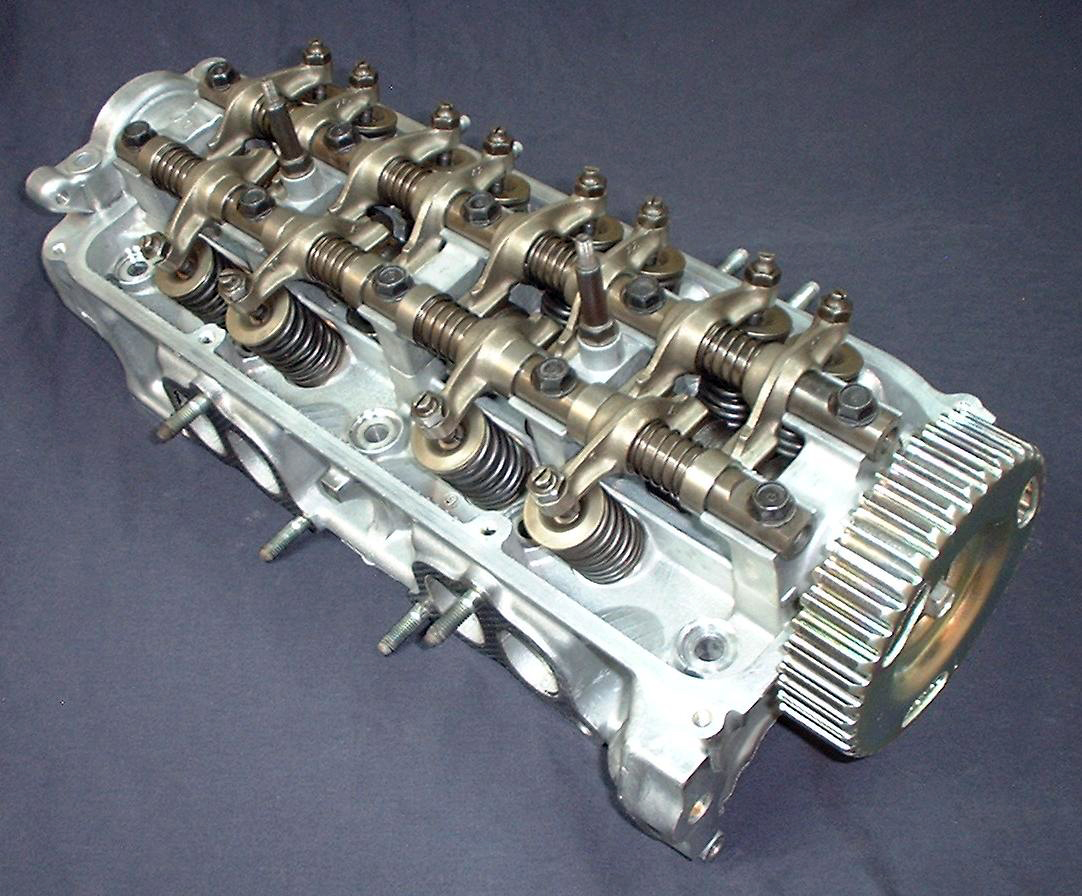
Головка блоку циліндрів OHC (для двигуна Honda D15A3 1987 р.)

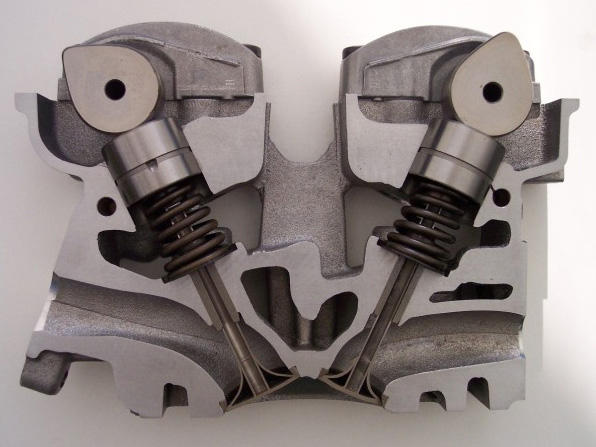
Конструкція DOHC (для двигуна V12)

Двигун з верхнім розподільним валом (англ. Overhead camshaft engine, OHC) — тип поршневого двигуна, в якому розподільний вал розташований у головці циліндра над камерою згоряння. Це контрастує з попередніми двигунами з верхнім розташуванням клапанів (OHV), де розподільний вал розташований під камерою згоряння в блоці двигуна.
Двигуни з одним верхнім розподільним валом (SOHC) мають один розподільний вал на ряд циліндрів. Двигуни з подвійним верхнім розподільним валом (DOHC, також відомі як «двокулачкові») мають по два розподільні вали на ряд. Перший серійний автомобіль із двигуном DOHC був побудований у 1910 році. Використання двигунів DOHC повільно збільшувалося з 1940-х років, що призвело до того, що на початку 2000-х років багато автомобілів використовували двигуни DOHC.

## SOHC
Одиночний верхній розподільний вал (англ. Single overhead camshaft) — найстарішою конфігурацією двигуна з верхнім розподільним валом є конструкція з одним верхнім розподільним валом (SOHC). Двигун SOHC має один розподільний вал на ряд циліндрів, отже, прямий двигун має загалом один розподільний вал, а двигун V або плоский двигун має загалом два розподільні вали (по одному для кожного ряду циліндрів).
Більшість двигунів SOHC мають два клапани на циліндр. Рух розподільного вала зазвичай передається на клапани безпосередньо (за допомогою штовхача) або опосередковано через коромисло.

## DOHC
Подвійний верхній розподільний вал (англ. Double overhead camshaft) — двигун внутрішнього згоряння з двома розподільними валами у головці блока циліндрів (англ. Double OverHead Camshaft).
При цьому існують два серійні різновиди цього виду газорозподільного механізму, що відрізняються кількістю клапанів.

### DOHC з двома клапанами на циліндр
Ця схема є ускладненим різновидом звичайної OHC. У головці блока циліндрів розташовані два розподільних вали, один з яких приводить у рух впускні клапани, другий — випускні. Ця схема застосовувалася в 1960-х — 1970-х роках на високопотенційних двигунах таких автомобілів, як Fiat 125, Jaguar, Alfa Romeo, а також дослідному двигуні гоночних автомобілів «Москвич-412Р», «Москвич-Г5» і в легкових автомобілях, також легких комерційних, концерну Ford для європейського ринку, аж до 1994 року.
Схема дозволяє значно збільшити кількість обертів колінчастого вала за рахунок зменшення його інерції, отже, збільшити потужність, що знімається з двигуна. Наприклад, потужність спортивної модифікації двигуна «Москвича-412» з двома розподільними валами об'ємом 1,6 літра становила 100—130 к. с.

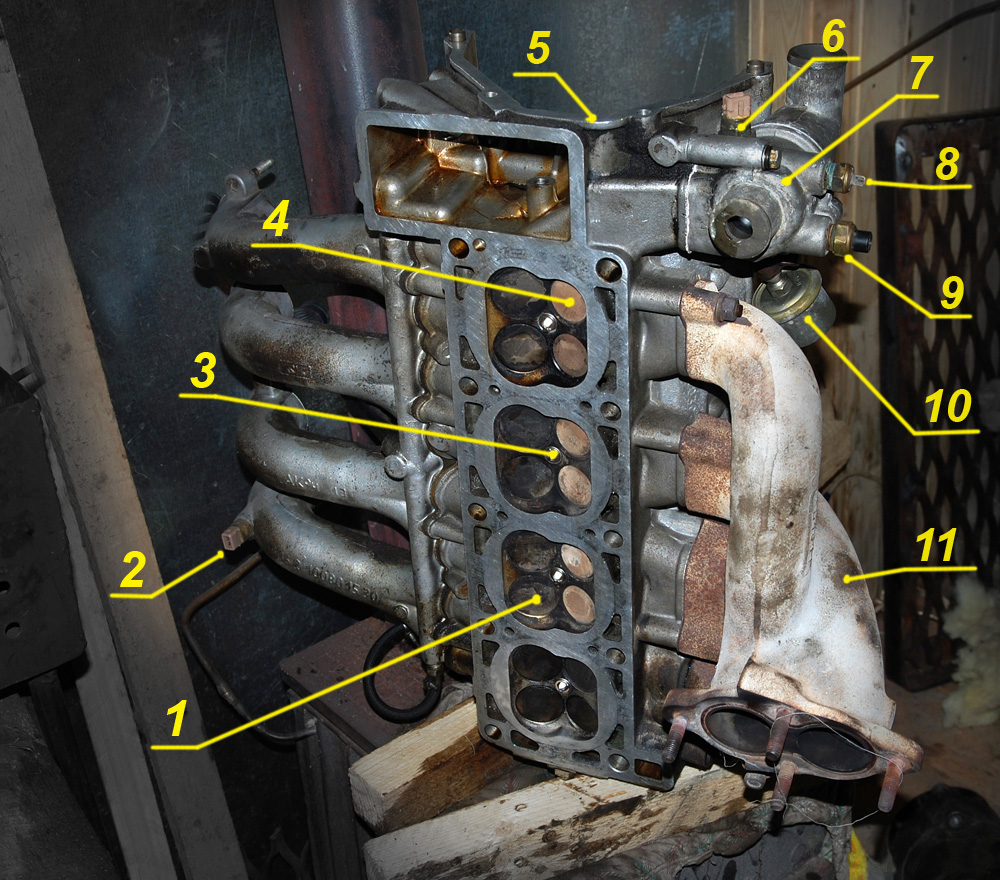
ГБЦ з 4 клапанами на циліндр і ГРМ типу DOHC.

### DOHC з чотирма і більше клапанами на циліндр
Два розподільних вали, кожен з яких урухомлює свій ряд клапанів. Як правило, один розподільний вал штовхає два впускних клапани, інший — два випускних. Фактично, дворядний варіант схеми OHC з удвічі більшою кількістю розподільних валів і клапанів, однак можуть здійснюватися й інші схеми із загальною кількістю клапанів на циліндр від 3-х до 6-и. Привод клапанів здійснюється зазвичай, штовхачами. Схема дає велику перевагу по потужності віддачі. Застосовується на більшій частині автомобілів, що наразі випускаються, зокрема на двигунах ЗМЗ-405, ЗМЗ-406 і ЗМЗ-409, що встановлюються на автомобілях ГАЗель і УАЗ (до 2008 року також «Волга»), або моторах ВАЗ-21126, 21127, якими оснащуються сучасні моделі ВАЗ.
Навіть якщо двигун має більше однієї головки блоку циліндрів, і, отже, більше двох розподільних валів, у підсумку він все одно відноситься до схеми DOHC.